# Dolomedes boiei
Dolomedes boiei är en spindelart som först beskrevs av Carl Ludwig Doleschall 1859.  Dolomedes boiei ingår i släktet Dolomedes och familjen vårdnätsspindlar. Inga underarter finns listade i Catalogue of Life.